# Celestial Season
Celestial Season fue una banda de death/doom y stoner metal. Se formaron en 1991 siguiendo la estela de My Dying Bride. La banda se separó en 2001 pasando en su historia por 6 sellos discográficos.

## Historia
Nacieron en 1991, de la mano de los hermanos Ruiters, con la explosión artística que supuso el Death/Doom, siguiendo particularme las directrices de My Dying Bride. Luego de 2 demos, en 1993 son capaces de grabar su primer disco, Forever Scarlet Passion, que cuenta con una música lenta venida del doom metal, guturales característicos del death metal, apoyados por el violín y el teclado, teniendo líricas que remitían a la depresión y a la naturaleza. 
En 1994, son tomados por el sello Displeased, que editaría un split con Lords of the Stone, su segundo LP y un EP. En 1995 crean el disco que los haría famosos en el underground del death/doom: Solar Lovers. Aquel disco representó una amalgamación de estilos no vista hasta ese punto, combinando el Death/doom con el que habían nacido, junto a sus dos violines, con riffs del stoner metal. 
En septiembre de ese año, su vocalista Stefan Ruiters decide abandonar la banda luego de asumir que la banda tomaría un estilo más suave en el futuro. Por esta razón, la banda integra a Cyril Crutz, quien no canta gutural, para lanzar el material que despediría al grupo del death/doom, un EP llamado Sonic Orb, en el que se nota aún más la influencia del stoner (sobre todo en la lírica, que se hace más psicodélica) pero conservando los violines y los ritmos lentos del doom metal.
A fines de 1995, y luego de una gira con The Gathering Robert Ruiters decide partir de Celestial Season alegando razones personales. Este suceso conduce a la completa reestructuración de la banda, que duraría hasta el final de su carrera, tocando generalmente todos los miembros distintos instrumentos en las producciones de sus discos.
En 1996 la banda lanza por sus propios medios un demo de 3 canciones en las cuales ya se observaba una transformación radical con su sonido y estética anteriores. Además un año después, serían tomados por el sello Big Bloke, con el que lanzan un sencillo que contiene una reedición de la canción Solar Child de su segundo disco y otra canción nueva que se incluiría en su disco del mismo año Orange. En aquel álbum, la banda se distancia totalmente del Doom Metal, botando los violines y abrazando completamente el stoner rock que se ponía de moda en esos años. Además sería el último LP en contar con un miembro original de la banda, el baterista Jason Kohnen.
En cuanto a sonido, no mucho variaría el grupo desde Orange hasta su último EP del 2001 Songs from the Second Floor, año en el que se separarían argumentando que habían conseguido todo lo que querían como una banda, tanto de doom metal como de stoner rock.

## Miembros

### Última alineación conocida
- Cyril Crutz (1995 - 2001) - Voz (también batería 1996-99)
- Rob Snijders (1999 - 2001) - Batería
- Olly Smit - (1994 - 2001) - Guitarra (Bajo 1994 - 95 )
- Pim Van Zanen (1994 - 2001) - Guitarra
- Jacques de Haard (1999 - 2001) - Bajo

### Miembros anteriores
- Stefan Ruiters (1991 - 95) - Voz
- Jason Kohnen (1991 - 97) - Batería (Bajo 1996 - 97)
- Robert Ruiters (1991 - 96) - Guitarra
- Jiska ter Bals (1994 - 95) - Violín
- Maaike Aarts (1995) - Violín
- Jeroen Haverkamp (1991 - 93) - Guitarra
- Lucas van Slegtenhorst (1991 - 93) - Bajo

### Músicos de sesión
- Edith Mathot - Violín en "Forever Scarlet Passion".
- Sylvester Piyel - Teclado en "Forever Scarlet Passion".
- Atie Aarts - Chelo en "Solar Lovers".
- Lex Vogelaar - Voz de apoyo en "Solar Lovers"

## Discografía
- Promises (Demo, 1992)
- "Flowerskin" (Single, 1993)
- Forever Scarlet Passion (1993)
- Fire in the winter/Above azure oceans (Split con Lords of the Stone, 1994)
- Promo 1994 (Demo, 1994)
- Solar Lovers (1995)
- Sonic Orb (EP, 1995)
- 3 Track Demo (Demo, 1996)
- "Black Queen is Dynamite" (Single, 1997)
- Orange (1997)
- Demo '99 (Demo, 1999)
- Chrome (1999)
- Lunchbox Dialogues (2000)
- Songs from the Second Floor (EP, 2001)

- Datos: Q608939